# يان مكاي (محامي)
يان مكاي (بالإنجليزية: Ian McKay)‏ هو قاضي ومحامي نيوزيلندي، ولد في 7 مارس 1929 في Waipawa ‏ في نيوزيلندا، وتوفي في 20 فبراير 2014 في ويلينغتون في نيوزيلندا.